# Dil Chahta Hai
Dil Chahta Hai (Hindi: दिल चाहता है, italiano: Desideri del cuore) è un film indiano del 2001 scritto e diretto da Farhan Akhtar con protagonisti Aamir Khan, Saif Ali Khan, Akshaye Khanna, Preity Zinta, Sonali Kulkarni e Dimple Kapadia. Si tratta del primo film di Farhan Akhtar, e racconta la storia di tre giovani amici la cui vita sta cambiando, sullo sfondo della moderna Bombay. Il film, presentato in anteprima al International Film Festival of India, al Palm Springs International Film Festival ed al Austin Film Festival., è stato acclamato dalla critica, ha ricevuto tredici nomination ai Filmfare Awards ed ha vinto il National Film Award come miglior film in hindi, ed ha anche goduto di un discreto successo commerciale. Alla fine dell'anno è risultato essere l'ottavo maggior incasso ai box office indiani.